# کنگه (سلطانیه)
کنگه(تازه کَند)، روستایی از توابع شهرستان سلطانیه در استان زنجان ایران است.
این روستا با قرار گرفتن در نقطه کوهستانی با آب و هوای بسیار مطلوب و مناسب، از نظر گردشگری در فصول مختلف سال، علی الخصوص در فصل بهار و‌تابستان یکی از زیباترین مقصد مسافران به حساب می آید.
همچنین قرار گرفتن مقبره امام زادگان سید ابراهیم و سید اسماعیل (ع) در این روستا ، باعث شده مورد توجه بسیاری از افرادی که به این روستا سفر میکنند قرار بگیرد. 
اما متاسفانه به علت عدم مدیریت و نبود امکانات اولیه و بسیار حیاتی اعم از درمانگاه و نظیر آن و همچنین نبود امکانات بازیافت زباله و پسماند های انسانی باعث شده تا یکی از روستاهای محروم منطقه به  شمار بیاید.

## جمعیت
این روستا در دهستان قره‌بلاغ (سلطانیه) قرار دارد و براساس سرشماری مرکز آمار ایران در سال ۱۳۸۵، جمعیت آن ۹۷ نفر (۲۷خانوار) بوده‌است.